# Pułk KOP „Czortków”
Pułk KOP „Czortków” – oddział piechoty Korpusu Ochrony Pogranicza.

## Formowanie i zmiany organizacyjne
Pułk KOP „Czortków” został sformowany w 1929, w składzie Brygady KOP „Podole”. Dowództwo pułku znajdowało się w Czortkowie. Oddziałem administracyjno–gospodarczym dla pułku był 25 batalion KOP „Czortków” .
Rozkazem dowódcy KOP z 23 lutego 1937 została zapoczątkowana pierwsza faza reorganizacji Korpusu Ochrony Pogranicza „R.3”. Jej wynikiem było między innymi rozformowanie pułku KOP „Czortków”. Wchodzące w jego skład pododdziały, podporządkowane zostały bezpośrednio dowódcy Brygady KOP „Podole”.
27 sierpnia 1939 po godz. 17:00 na terenie Okręgu Korpusu Nr VI została zarządzona mobilizacja alarmowa. W ciągu 24 godzin Dowództwo Brygady KOP „Podole” sformowało Kwaterę Główną 36 Dywizji Piechoty. Wieczorem 30 sierpnia z Czortkowa wyjechał transport kolejowy wiozący KG 36 DP. Tego samego dnia dowódca KOP wydał rozkaz organizacyjny L. 4026 w sprawie utworzenia dowództwa zastępczego pułku KOP „Czortków” dla obsadzenia Południowego Odcinka Granicznego Rosja. Dowództwo pułku powstało na bazie batalionu KOP „Borszczów”. Zdaniem Prochwicza: Z dniem 30 sierpnia zlikwidowano dowództwo Brygady KOP „Podole” przekształcając je w dowództwo pułku KOP „Czortków”
Na stanowisko dowódcy pułku został wyznaczony podpułkownik Marceli Jan Kotarba, dotychczasowy dowódca baonu KOP „Borszczów”.

## Walki pułku
Walki o strażnice

Pułk KOP „Czortków” ppłk. Marcelego Kotarby, ochraniał trzema baonami granicę na Podolu wzdłuż Zbrucza i na pograniczu z Rumunią w rejonie Zaleszczyk. 17 września zaatakowały go jednostki 6 Armii komkora Golikowa, 12 Armii komandarma II rangi Tiuleniewa oraz pododdziały 22. i 23 Oddziału Wojsk Pogranicznych NKWD. Wobec przewagi nieprzyjaciela, pułk nie miał żadnych szans na powstrzymanie sowieckich oddziałów
W walkach odwrotowych z Armią Czerwoną

Po walkach na linii strażnic pododdziały pułku wycofywały się w kierunku granicy z Rumunią. Po dotarciu do Uścieczk, zorganizowano obronę mostu na Dniestrze. Do południa 17 września adiutant pułku kpt. Marzys zorganizował pododdział w sile około 200 żołnierzy uzbrojonych w karabiny i 1 ckm. Przez most biegła najbliższa droga do miejsca postoju Kwatery Głównej Naczelnego Wodza w Kołomyi. Na kierunku Uścieczka nacierała sowiecka 23 Brygada Pancerna. O godzinie 15:00 do Uścieczka przybył gen. bryg. Maksymilian Milan-Kamski, który rozkazał w razie natarcia Armii Czerwonej stawić opór, wysadzić most i wycofać się w kierunku Gwoźdzca szosą z Horodenki do Kołomyi. O 19:00 most został wysadzony, a oddział kpt. Marzysa odjechał w kierunku Zaleszczyk. Na skutek znacznej przewagi nieprzyjaciela i nie mając żadnych szans na powstrzymanie go, około południa 17 września, pułk KOP „Czortków” jako jednostka bojowa przestał istnieć.

## Struktura organizacyjna pułku
Struktura organizacyjna pułku w 1934
- dowództwo pułku KOP „Czortków”
- 13 batalion graniczny
- 14 batalion graniczny
- 25 batalion odwodowy
- 13 szwadron kawalerii
- 14 szwadron kawalerii

Organizacja i obsada personalna pułku KOP „Czortków” we wrześniu 1939
- dowództwo pułku KOP „Czortków”
  - dowódca pułku – ppłk piech. Marceli Jan Kotarba
  - adiutant – kpt. Edward Marzys
- batalion KOP „Skałat”
- batalion KOP „Kopyczyńce”
- batalion KOP „Borszczów” – kpt. Bronisław Krakowski
- kompania saperów KOP „Czortków”
- stacja gołębi pocztowych „Buczacz”

## Dowódcy pułku
- ppłk dypl. Artur Maruszewski (1929 – 10 X 1933 → stan nieczynny)
- ppłk dypl. Tadeusz Münnich (IV 1934[11] – IV 1936 → dowódca 26 pp)
- ppłk dypl. piech. Jerzy Płatowicz-Płachta[b] (IV 1936 – 1 II 1937 → dowódca pułk KOP „Sarny”)
- ppłk piech. Marceli Jan Kotarba[c] (1939)[14]